# Kumykové
Kumykové jsou turkický národ, obývají ruské republiky Dagestán, Čečensko a Severní Osetii. Jsou nejpočetnějším turkickým národem v Předkavkazsku. Jejich jazykem je kumyčtina. Jejich náboženství je sunnitský islám.